# I'm Out
I'm Out è un singolo della cantante statunitense Ciara, interpretato insieme alla rapper trinidadiana Nicki Minaj. Il brano è stato pubblicato nel 2013 ed estratto dall'album Ciara.

## Tracce
- Download digitale

1. I'm Out (featuring Nicki Minaj) – 3:57